# 러시아인의 성명
러시아인의 성명은 러시아어 사용자 및 러시아어의 전통의 영향을 받은 언어권에서 사용한다. 여기에는 현대 러시아, 우크라이나 및 벨라루스가 해당된다. 정확한 규칙에 대해서는 각각의 개별국가마다 차이가 있을 수 있으며, 여기서는 러시아를 중심으로 개괄적인 사항만 설명한다.
러시아인의 성명은 세 가지 요소로 구성되어 있다. 성과 부칭 이름이다. 순서는 '이름+부칭+성'의 순서이다. 부칭이란 아버지의 이름에서 자동으로 생성되는 명칭으로 '~의 아들' 또는 '~의 딸'이란 의미를 갖는다. 예를 들어 '이반 이바노비치 체렌스키'의 경우, 이 이름의 의미는 이바노비치의 아들 이반 체렌스키라는 뜻이 된다. 부칭은 때때로 생략되는 경우가 있다.

## 이름
동슬라브어계통의 언어들에서 이름들은 대부분 두 가지 소스에서 생성된다. 하나는 정교회 전통에 의한 것이며, 다른 하나는 기독교 이전의 고유어휘에서 온 것이다.

### 흔한 남성 이름
- Иван (이반, 유럽의 존에 해당)
- Николай (니콜라이, 니콜라스에 해당)
- Борис (보리스, 불가르어 어휘)
- Владимир (블라디미르, 고유어휘 계통으로 세상의 지배자라는 뜻)
- Пётр (표트르, 피터에 해당)
- Андрей (안드레이, 앤드류에 해당)
- Александр (알렉산드르, 알렉산더에 해당)
- Дмитрий (드미트리, 그리스어 계통)
- Сергей (세르게이, 그리스어 계통)
- Алексей (알렉세이, 그리스어 계통)
- Виктор (빅토르, 라틴어 계통)

### 흔한 여성 이름
- Елена (옐레나, 헬렌에 해당)
- Наталья (나탈리야, 나탈리에 해당)
- Мария (마리아, 메리에 해당)
- Ольга (올가, 바이킹 계열 ‘헬가’에서 나옴)
- Александра (알렉산드라)
- Оксана (옥사나, 우크라이나 여성이름 중 가장 많음)
- Ксения (크세니야, 그리스어 계열)
- Екатерина (예카테리나, 카트린에 해당)
- Анастасия (아나스타시야, 그리스어 계열)
- Светлана (스베틀라나, 고유어휘로 “빛나는 것”을 뜻함)

## 애칭
거의 모든 이름에는 애칭이 존재하며, 하나의 이름에 여러개의 애칭이 있는 것도 있다.
- 알렉산드르(Александр) - 사샤(Саша), 사냐(Саня), 슈라(Шура),
- 알렉산드라(Александра)- 알리크(Алик)
- 니콜라이 (Николай) - 콜랴 (Коля)
- 블라디미르 (Владимир) - 볼로댜(Володя), 보바(Вова)
- 드미트리 (Дмитрий) - 디마(Дима), 미탸(Митя)
- 아나스타시야 (Анастасия) - 나스탸(Настя), 아샤(Ася), 스타샤(Стася)
- 세르게이 (Сергей) - 세료자(Серёжа)

## 부칭
부칭은 아버지의 이름에서 자동으로 생성되며, 누구누구의 딸, 누구누구의 아들이란 의미이다. 슬라브계 인명에서 자주 보이는 ~비치는 남성에 붙는 부칭접사이고, 여성의 경우는 ~오브나를 쓴다. 또 그밖에도 남성은 -in, -yn, -ov, -ev, -vich, 여성은 vicha, -a, -ova, -ovna, -ina 등의 다양한 부칭접사를 가지고 있다. 이름의 마지막 자음이 연자음(러시아어에 있는 짧은 이발음)으로 끝나면, 오비치는 예비치가 되고, 오브나는 예브나가 된다.
구소련의 지도자인 니키타 세르게예비치 흐루쇼프의 이름을 보면, 그의 아버지의 이름이 세르게이임을 알 수 있다.
이름+부칭은 보통 공식적인 자리에서 일반적인 존칭으로 자주 쓰이며, 중요한 정치지도자나 존경받는 인물의 경우 풀 네임으로 호칭된다.
매우 친한 사이에는 부칭을 변형한 호칭만으로 통용되는 일이 있다. 이 경우 부칭접사인 오비치는 이비치로 바뀌며, 예를 들어 바실리 이바노비치 차파예프의 친한 친구라면 그를 이바니치로 부를 수도 있다.
영어에서는 보통 부칭을 약어로 나타낸다. Vladimir V. Putin(블라디미르 블라디미로비치 푸틴)

## 성
러시아어의 성은 명사규칙에 따라 남녀가 서로 다른 형태를 취하며 이 둘은 다른 성이 아니라 동일성의 변형으로 봐야 한다. 
- Ельцин(옐친) Ельцина(옐치나)

성은 부계로 전승되며 여성은 결혼하면 남편의 성을 따른다. 러시아인의 이름은 -ov (-ova); -ev (-eva); -in (-ina); -sky (-skaya)로 끝나는 경우가 많으며(괄호안은 여성형) 우크라이나인은 -enko, -ko, -uk, -ych등이 일반적이다.(남녀에 따라 성이 바뀌지 않음)-y (-ya)로 끝나는 성은 두 나라 모두에서 일반적이다.
러시아인의 성은 그 자체가 이름에서 유래되거나 (세르게예프 Sergeyev - Sergey의 아들) 동물이나 새이름등에서 유래되었으며, 일부는 직업에서 유래한 것도 있다.(Kuznetsov - Smith의 아들) 19세기 말과 20세기 초에 -off로 끝나는 성이 생겨났는데, 이것은 러시아어성의 -ov를 서구식 철자(로마자에 의한)에 맞춰 -off로 쓴 것이다. (Smirnoff)

## 로마자 표기
러시아 이름을 로마자로 옮겨적는 방법은 일정하지 않으며 국가마다 자국의 철자법에 맞게 옮겨적는 것이 일반적이다 가령 현 러시아의 대통령인 블라디미르 블라디미로비치 푸틴(Владимир Владимирович Путин)의 경우 영어에서는 Vladimir Vladimirovich Putin으로 표기되나 독일어에서는 Wladimir Wladimirowitsch Putin으로 표기된다.

## 비 슬라브어권 언어에서 만드는 부칭
동슬라브어에서 비 슬라브계 부칭은 위의 규칙에 따라 생성된다. 이런 방식의 작명은 구 소련의 소수민족들 사이에서 널리 통용되었다. 예를 들어 아버지의 이름이 '신일' 이고 성이 '최' 인 고려인 여성의 경우 '예카테리나 신일예브나 최'라는 성명을 만들 수 있다.